# 奧梅利亞尼夫
50°46′41″N 31°2′9″E / 50.77806°N 31.03583°E
奧梅利亞尼夫（烏克蘭語：Омелянів），是烏克蘭北部的村莊，隸屬切爾尼希夫州的切爾尼希夫區。該村始建於1628年，面積3.99平方公里，海拔高度111米，2001年人口585，人口密度每平方公里146.6人。